# Will Vest
William Lane Vest (Houston, Texas, 6 de junio de 1995), más conocido como Will Vest, es un jugador profesional estadounidense de béisbol que se desempeña en la posición de lanzador en Detroit Tigers, equipo de las Grandes Ligas de Béisbol (MLB).

## Carrera
Vest hizo su debut en la MLB con el equipo Seattle Mariners, en el cual jugó una temporada (2021), después pasó a Detroit Tigers, donde lleva jugando tres temporadas.